# Myrmeleon mcfarlandi
Myrmeleon mcfarlandi är en insektsart som beskrevs av Tim R. New 1985. Myrmeleon mcfarlandi ingår i släktet Myrmeleon och familjen myrlejonsländor. Inga underarter finns listade i Catalogue of Life.